# Eufroggattisca okinavensis
Eufroggattisca okinavensis (лат.) — вид паразитических наездников из семейства Epichrysomallidae (ранее в Pteromalidae) отряда перепончатокрылые насекомые. Происходит из Восточной Азии (Китай, Япония и Тайвань) и Австралии. Завезён в Европу. Он был выведен из плодов инжира Ficus microcarpa, собранных в Малаге (Испания) в 2018 году, и упоминается в Испании как Eufroggattisca sp.

## Описание
Мелкие наездники (около 3 мм). Вид демонстрирует следующую комбинацию признаков: голова с затылочным килем. У самца петиоль отчётливый, лишь слегка поперечный, а переднеспинка длинная, намного уже среднеспинки, скутеллюм с двумя парами щетинок. Самка с брюшком на петиоле, либо широко выпуклым, либо даже слегка сжатым с боков. Тело желтоватое или коричневатое. У этого вида голова и грудь в основном гладкие, с редкими длинными щетинками, лишь изредка с несколькими точками по бокам на спинке груди. Нотаули, как правило, образованы линией точек. Оба пола крылатые, это верно как для этого вида, а также для многих видов Epichrysomallidae, но не для всех Epichrysomallidae из-за того, что у нескольких видов самцы бескрылые. Вид был впервые описан в 1934 году под названием Eufroggattia okinavensis Ishii, 1934 по материалам изЯпонии.
Крупный галлообразователь в сиконии инжира Ficus microcarpa. В Греции Eufroggattisca okinavensis неоднократно регистрировалась в том же сиконии, что и наездник Meselatus bicolor, чьи крупные галлы указывают на возможные взаимоотношения хозяина и паразита или инквилина. Эта связь позволяет предположить, что M. bicolor также присутствует в Испании, хотя его присутствие остаётся неподтверждённым.